# 504-й парашутно-десантний полк (США)

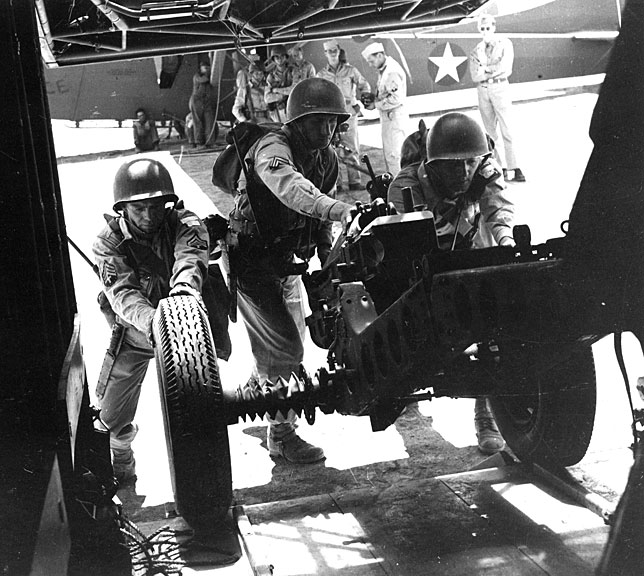
Завантаження техніки та озброєння 504-го полку в планери. Квітень 1943

504-й парашу́тно-деса́нтний полк армії США (англ. 504th Parachute Infantry Regiment (PIR)) — військова частина повітряно-десантних військ США.
Пункт постійної дислокації — Форт Брегг, Північна Кароліна.